# Canis rufus floridanus
Il lupo nero della Florida (Canis rufus floridanus Miller, 1912), noto anche semplicemente come lupo nero o lupo della Florida  , era una sottospecie di lupo rosso, Canis rufus, originaria, come dice il nome, della Florida  .

## Descrizione
Il lupo nero era più basso del lupo grigio, ma era più grosso e più forte del lupo rosso, che era comunque molto più imparentato con la specie. Era di un nero perfetto e viveva nelle foreste e nelle paludi. Arrivava al massimo ai 150 cm di lunghezza, il suo muso era più largo e le orecchie più lunghe del lupo grigio. Tuttavia bisogna sottolinerare il fatto che questi tre tipi di lupo - quello grigio, quello nero e quello rosso - non si differenziavano essenzialmente nel colore. Il lupo nero e il lupo rosso sono effettivamente coerenti con i loro nomi, anche se il lupo rosso è, per essere più precisi, grigio-rosso. Tuttavia il lupo grigio presenta delle considerevoli variazioni di colore, facilmente rilevabili nell'esemplare estinto di lupo bianco di Terranova o in quello bruno delle Cascate. Le considerazioni primarie nella differenziazione delle specie riguardano le dimensioni del corpo, la sua configurazione e la struttura del cranio. Per questi motivi il lupo nero e quello rosso erano stati considerati specie diverse dal lupo grigio.

## Tassonomia
Molto simile al lupo rosso, originario prevalentemente del Texas  , il lupo nero venne classificato come sottospecie a sé stante per la sua particolare colorazione  . Anche un'altra varietà di lupo rosso, nota come lupo rosso della Florida, viveva nelle stesse zone abitate dal lupo nero, ma anch'essa scomparve, nel 1921  . In passato si riteneva che entrambe queste forme, invece di essere considerate sottospecie di lupo rosso, fossero una particolare razza di coyote, e proprio per questo furono note anche come Canis latrans niger  . Tuttavia, questa ipotesi venne successivamente invalidata dalla Commissione Internazionale di Nomenclatura Zoologica nel 1957 e attualmente si ritiene che il lupo nero della Florida, insieme al lupo rosso del Texas e al lupo rosso del Mississippi, non sia imparentato a nessun'altra specie nota  .

## Storia
Una volta il lupo nero si trovava in tutta la Florida, il Tennessee e la Georgia del sud. Nel XIX secolo era ancora abbastanza comune anche in Alabama, dove errava tra i monti in piccoli branchi, ma nel 1894 fu però mandato via dalle grandi paludi vicino a Baldwin e a Mobile. L'ultimo lupo nero della Florida peninsulare fu ucciso nel 1908  . Verso il 1910-20 il lupo nero resisteva ancora in zone particolarmente montuose e brulle, dove, per non morire di fame, sembra abbia attaccato diverse volte il bestiame domestico. Allora ecco che l'imponente caccia, le trappole e gli avvelenamenti portarono all'ovvio risultato della totale eliminazione. Nella Contea di Colbert fu ucciso nel 1917 l'ultimo esemplare di lupo nero, il quale era addirittura un lupo nero ibrido, il risultato di un incrocio con il lupo rosso, il quale era più piccolo ma più numeroso .